# 陰性星宮
陰性星宮（英語：Negative sign），又稱被動星宮、女性星宮等，又可與中國傳統陰陽之「陰」比，指的是土象及水象之六個星宮，即土象之金牛宮、室女宮、摩羯宮以及水象之巨蟹宮、天蠍宮及雙魚宮，代表的是內向、被動、靜態的特質。

## 另見
- 陽性星宮